# Одеський комерційний суд
Оде́ський комерці́йний суд (рос. дореф. Коммерческій Судъ Одессы) — перший комерційний суд у Російській імперії та перший апеляційний суд на території України. У цьому суді, на відміну він інших судів імперії того часу, було введено принцип «безстанового суду», а також застосування паралельно з письмовим судочинством усного, з його оперативністю та відсутністю формалізму.

## Історія

### Заснування суду
У 1805 році одеські купці виступили з ініціативою про заснування комерційного суду, беручи за основу систему комерційних судів Франції.
У 1808 році було засновано Одеський комерційний суд. Там розглядалися справи за активної участі повірених, ходатаїв і стряпчих. Основною причиною заснування особливих судів була специфіка торгових відносин у тогочасній Одесі. Саме тому в заснуванні цього суду найбільше було зацікавлене місцеве купецтво. Вважається, що цей суд став першим апеляційним судом на території України. Перший устав суду було прийнято 22 (10) березня 1808 року російським імператором Олександром I.

### Згадки в архівах
У Державному архіві Одеської області досі зберігається низка справ Одеського комерційного суду. Зокрема:
- Справа № 846 рос. «Об уголовной жалобе поверенного Балтской купчихи Мили Каушанской, Балтского купца Фишеля Гершберга о взыскаемых ими с помещика Ананьевского уезда Петра Шишкина за недоставку проданных по контракту 120 четверти озимой пшеницы на 1110 рублей серебром со штрафними» (1862, фонд 18, опис 1).
- Справа № 539 рос. «По прошению поверенного иностранца Матуса Маєра коллежского регистратора Матвея Иурстера о взыскании с Одесского ремесленного колониста Михаила Гейэлера по накладной (закладной) 840 рублей» (1836–1842, фонд 18, опис 1).
- Справа № 3 рос. «По обвинению одесского купца Панудоглу Г.Ф. в мошенничестве и решение по этому вопросу» (1816, фонд 18, опис 3).
- Справа № 848 рос. «Поверенного коллежского регистратора Ивана Сапена, одесского купца Бернаруа Бертензона, с бывшими директорами морской страховой компании «Надежда» – почетными гражданами Криола-Папа Никола и Иваном Мавро за застрахованный и уничтоженный на судне ячмень в 930 руб. 65 коп. серебром» (1862, фонд 18, опис 1).
- Справа № 853 рос. «По исковой жалобе поверенного Ольгопольского мещанина Берки Фальковича, одесского купца Осипа Акорта о взыскаеваемых с отставного прапорщика Алексеем Постолати-Портарескула, прапорщика Павла Толмачевского, урядника Федора Порторескула и коммерческого регистратора Василия Порторескула и коллежского регистратора Герасима Перешиты за недоставку по контракту проданного хлеба 6094 рублей серебром» (1862–1863, фонд 18, опис 1).[5][6]

## Порядок формування
Одеський комерційний суд формувався за виборчим принципом за активної участі купців Одеси, знайомих з комерцією та торговими традиціями міста. Це, у першу чергу, було пов'язано зі значенням Одеси як капіталістичного міста з міцним середнім класом, який представляла велика кількість купців і міщан. Голова суду, два члена суду й юрисконсульт призначалися російським імператором, а інші два члени затверджувалися градоначальником Одеси з чотирьох кандидатів, яких обирало Одеське купецтво. Вибрані члени мали всі привілеї державних службовців. Комерційний суд обирався терміном на три роки.

## Правові засади роботи

### Повноваження та діяльність суддів
Члени суду, обрані одеським купецтвом, мали право й далі займатися торгівлею. Однак члени суду, які призначалися імператором, не могли займатися торгівлею, порушника звільняли з посади. Якщо справа, подана до суду, стосувалося одного з членів цього суду, то він не міг брати участі в судовому засіданні, і його місце займав інший, наприклад, той кандидат у судді, який разом з ним був поданий градоначальнику на затвердження. А якщо він цю кандидатуру не затверджував, то суд повинен був надати ще двох. Один із затверджених складав присягу, після чого міг брати участь у судовому слуханні справи. Якщо ж справа стосувалася члена суду, призначеного імператором, то замість нього градоначальник на свій розсуд призначав одного з членів інших урядових місць.
Для нагляду за дотриманням законності у комерційному суді, як і в інших судах, призначався прокурор. В його обов'язки входило представляти інтереси держави, неповнолітніх сиріт, тих, кому за законом заборонено розпоряджатися своїм майном, а також купецьких вдів, які не займаються торгівлею. В структуру комерційного суду входили також консультанти, або стряпчі, які готували справи відсутніх, а також тих, хто з якоїсь причини не мав можливості взяти участь в судовому засіданні.
До справ, які підподали під юрисдикцію комерційного суду, належали: комерційні угоди, як усні, так і письмові, укладені приватно і публічно, за векселями та по купецьким наказам; скарги на вексельних агентів, маклерів та інших осіб, пов'язаних з торгівлею; справи, пов'язані з перекладами або поступками маєтків, а також позовами на неспроможних і банкрутів; всі випадки, які зустрічалися при виконанні вироків суду, за винятком тих, що стосувалися влади градоначальника. Крім цього, в компетенцію комерційного суду входило обирати для малолітніх, вдів і всіх тих, кому за законом заборонено розпоряджатися своїм маєтком, опікунів і піклувальників.

## Форма роботи
Відповідно до пунктів 17 і 18 II-ї глави «Уставу Комерційного суду міста Одеси» суд займався «всякими комерційними угодами, як становими, так і письмовими, ув'язненими приватно та публічно, також за векселями та по купецьким наказам». Цим же судом, практично вперше, Статутом було введено принцип «безстанового суду», а також застосування паралельно з письмовим судочинством усного, з його оперативністю та відсутністю формалізму. Вибір форми ведення процесу обиралася в залежності від бажання позивача.
Також у новоствореному суді була дещо змінена система доказів. Зокрема, поряд з письмовими доказами, прийнятими у загальних судах, допускалося свідчення компетентних свідків, перевірка рахунків і розписок, оцінка товарів, купецьких книг і описів, показання свідків і присяги. До також апеляційна заява подавалося безпосередньо до комерційного суду і вже з його відповіддю відсилалося в Сенат. Таким чином у цьому комерційному суді було набагато покращено процедуру розгляду комерційних справ.
При розгляданні комерційних суперечок у суді були затвердженні послуги професійних повірених. Статут комерційного суду визначав правове становище повірених, так, у пункті 44 та пункті 47 глави IV Статуту вказується: «Повіреним повинна бути людина чесного імені, відома своїм розсудливістю та доброю совістю; Щоб іноземці та відсутні, які по важливим причинам не мають кошти особисто ходити по справам своїм, могли з благонадійністю ввіряти відомим людям, то призначаються для цього особливі Консуленти, або Стряпчі».